# 1941 na Alemanha
Esta é uma cronologia dos fatos acontecimentos de ano 1941 na Alemanha.

## Eventos
- 20 de janeiro: Adolf Hitler ordena o envio de tropas motorizadas de elite, o Afrika Korps, para o norte da África, em auxílio aos italianos.
- 12 de fevereiro: O general Erwin Rommel, comandante do Afrika Korps, chega a Trípoli, capital da Líbia.
- 24 de março: O general alemão Erwin Rommel começa sua primeira ofensiva na Líbia.[1]
- 17 de abril: A Iugoslávia assina um armistício com a Alemanha.[2]
- 27 de abril: Tropas alemãs ocupam Atenas, capital da Grécia.
- 27 de maio: O encouraçado alemão, Bismarck, é afundado pela Marinha britânica no Oceano Atlântico.
- 9 de setembro: O presidente dos Estados Unidos, Franklin D. Roosevelt, ordena à Marinha para bombardear os navios alemães e italianos nas águas norte-americanas imediatamente.
- 13 de novembro: Dois submarinos alemães atacam os porta-aviões britânicos HMS Argus e HMS Ark Royal perto de Gibraltar.[3]